# KGM Torres
Le KGM Torres (code J100 en interne) est un SUV typé baroudeur du constructeur automobile sud-coréen SsangYong (devenu KG Mobility en 2022), produit et commercialisé en Corée du Sud à partir de 2022.

## Présentation
Le SsangYong Torres est présenté le 13 juin 2022. Le nom Torres fait référence au parc national Torres del Paine, situé entre la Cordillère des Andes et la Patagonie, au Chili.

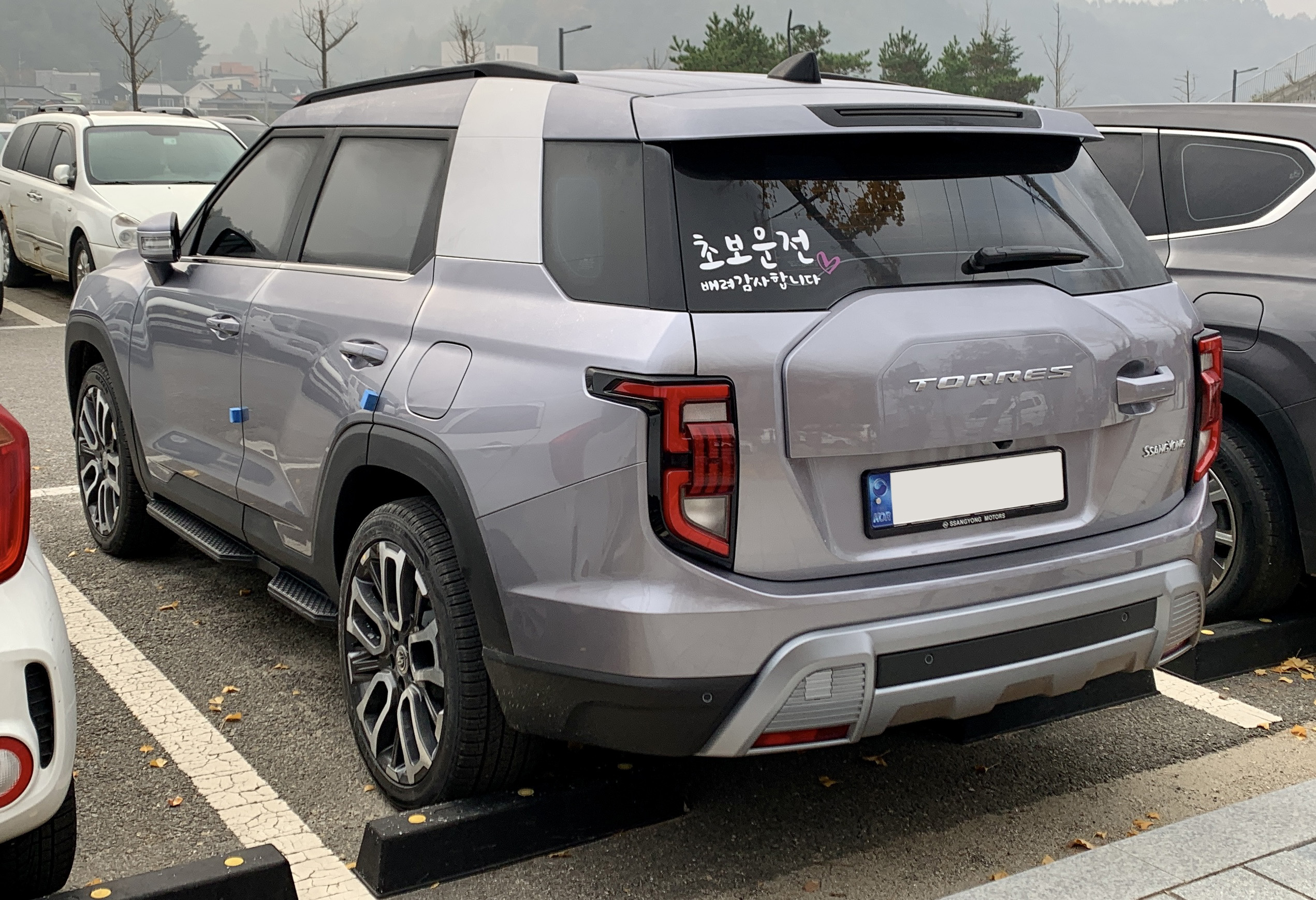
Vue arrière
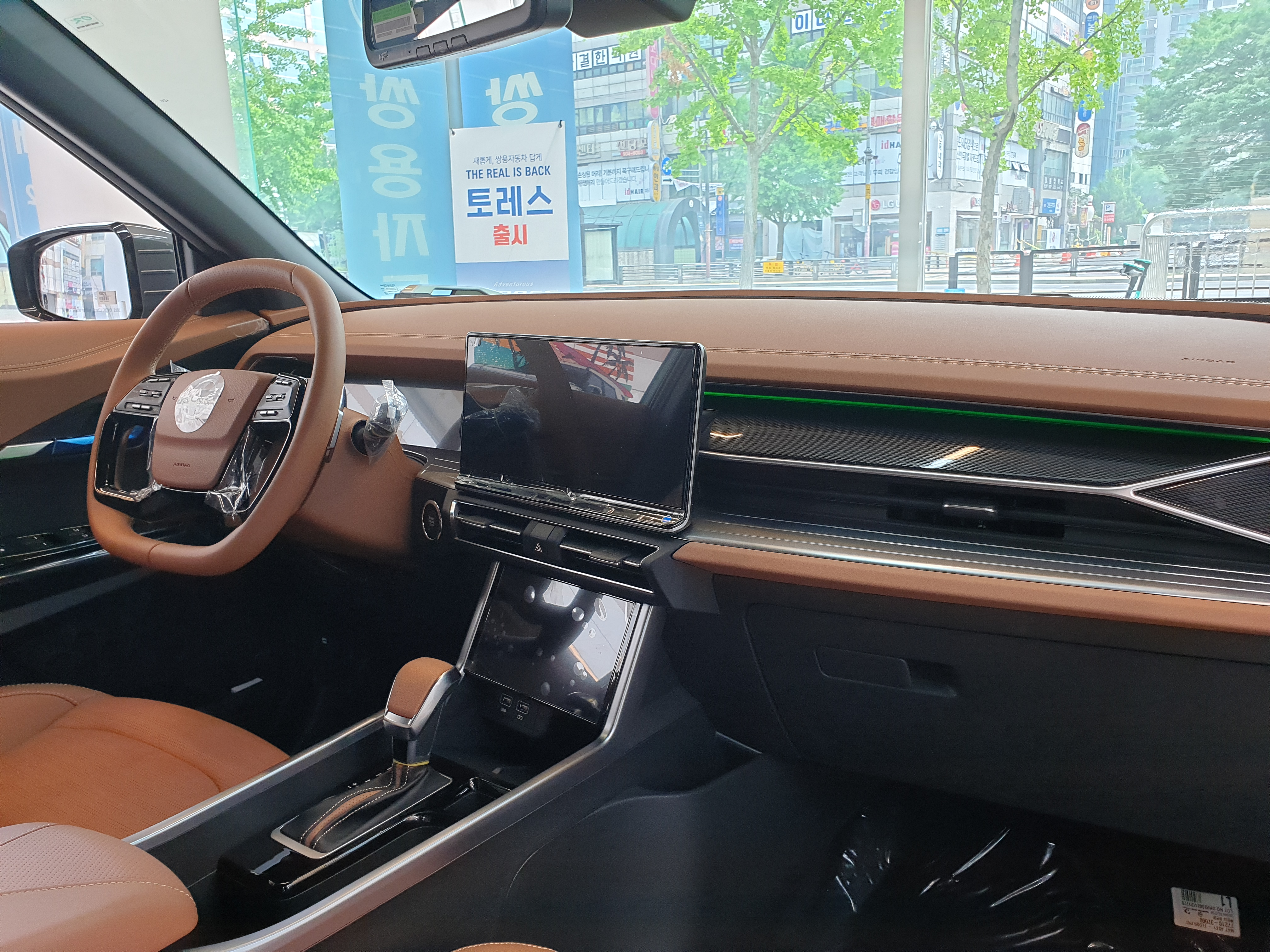
Intérieur

### Phase 2
Le SsangYong Torres est renommé KGM Torres après que KG Mobility devient le nouveau propriétaire de SsangYong, et donne une nouvelle identité stylistique à la marque et son nouveau logo.

### Torres EVX
En mars 2024, KGM présente la version EVX 100 % électrique du Torres.

## Caractéristiques techniques

### Motorisations
Le Torres est doté d'un moteur essence quatre cylindres turbo de 1,5 litre 163 ch 280 N m de couple associé à une boîte manuelle ou automatique, et disponible en traction ou transmission intégrale.
Essence
| Logo de SsangYong          | Torres              | Torres                 | Torres                 |
| Logo de SsangYong          | 1.5 GDI turbo       | 1.5 GDI turbo          | 1.5 GDI turbo          |
| -------------------------- | ------------------- | ---------------------- | ---------------------- |
| Moteur                     | 4-cylindres Essence | 4-cylindres Essence    | 4-cylindres Essence    |
| Admission                  | Turbocompressé      | Turbocompressé         | Turbocompressé         |
| Cylindrée (cm³)            | 1497                | 1497                   | 1497                   |
| Puissance maximale ch (kW) | 163 (120)           | 163 (120)              | 163 (120)              |
| au régime de (tr/min)      | 5000 à 5500         | 5000 à 5500            | 5000 à 5500            |
| Couple maximal (N m)       | 280                 | 280                    | 280                    |
| au régime de (tr/min)      | 1500 à 4000         | 1500 à 4000            | 1500 à 4000            |
| Boîte de vitesses          | Manuelle 6 rapports | Automatique 6 rapports | Automatique 6 rapports |
| Transmission               | Traction (2WD)      | Traction (2WD)         | Intégrale (4WD)        |
| 0-100 km/h (s)             |                     |                        |                        |
| Vitesse maximale (km/h)    | 194                 | 191                    | 191                    |
| Consommation (ℓ/100 km)    | 7,9                 | 8,5                    | 9,1                    |
| Émissions de CO2 (g/km)    | 181                 | 194                    | 207                    |
| Masse à vide (kg)          | 1498                | 1528                   | 1618                   |

Électrique
| Type de moteur                              | Synchrone à aimant permanent  |
| Puissance moteur ch (kW)                    | 207 (152,2)                   |
| au régime de (tr/min)                       |                               |
| Couple maximal (N m)                        | 339                           |
| au régime de (tr/min)                       |                               |
| Transmission                                | Traction                      |
| Vitesse maximale (km/h)                     | 175                           |
| 0-100 km/h (s)                              | 8,1                           |
| Masse à vide (kg)                           | 2410                          |
| Batterie                                    |                               |
| Type                                        | LFP (phosphate de fer lithié) |
| Capacité brute (kWh)                        | 73,4                          |
| Capacité utile (kWh)\|                      |                               |
| Autonomie (WLTP) (km)                       | 462                           |
| Consommation en cycle mixte (kWh/100 km)    |                               |
| Consommation en ville (kWh/100 km)          |                               |
| Masse de la batterie (kg)                   |                               |
| Temps de recharge                           |                               |
| sur une prise domestique 2,3 kW (0 à 100 %) | 30 heures                     |
| sur une borne 11 kW (0 à 100 %)             | 9 heures                      |
| sur une borne 120 kW (DC) (10 à 80 %)       | 37 minutes                    |

## Finitions
- Bronze[6]
- Platinum
- Titanium